# Chissioua Mtsamboro
L'îlot M'Tsamboro (ou Chissioua Mtsamboro) est une île française, située à l'entrée nord du canal du Mozambique, dans l'océan indien.
Elle forme avec Grande-Terre et Petite-Terre le département d'outre-mer français de Mayotte, dont elle est la troisième plus grande île avec une superficie d'environ 2,6 km2.
Elle est la plus petite île de Mayotte à être habitée de façon permanente (bien qu'illégale), entre autres par des pêcheurs et des cultivateurs clandestins.

## Géographie
L'îlot ne semble jamais avoir abrité de village permanent, mais  fait l'objet à certaines époques d'une petite exploitation agricole, notamment des orangers.
À partir de 2011 et du début de l'immigration clandestine massive dans l’archipel, l'îlot Mtsamboro devient la porte d'entrée des migrants à Mayotte, ce qui entraîne le développement de bidonvilles et un important défrichement de la forêt au profit de cultures de bananiers et de manioc, entraînant une érosion importante.
L'îlot est aussi un lieu touristique, avec ses belles plages de sable blanc, et des bivouacs y sont régulièrement organisés.
En 2022, un plan de reprise en mains de l'îlot Mtsamboro est proposé par la préfecture aux habitants de Mtsamboro afin de lutter contre les activités illégales, au profit d'un retour à la culture ancestrale et légale des agrumes.

## Galerie

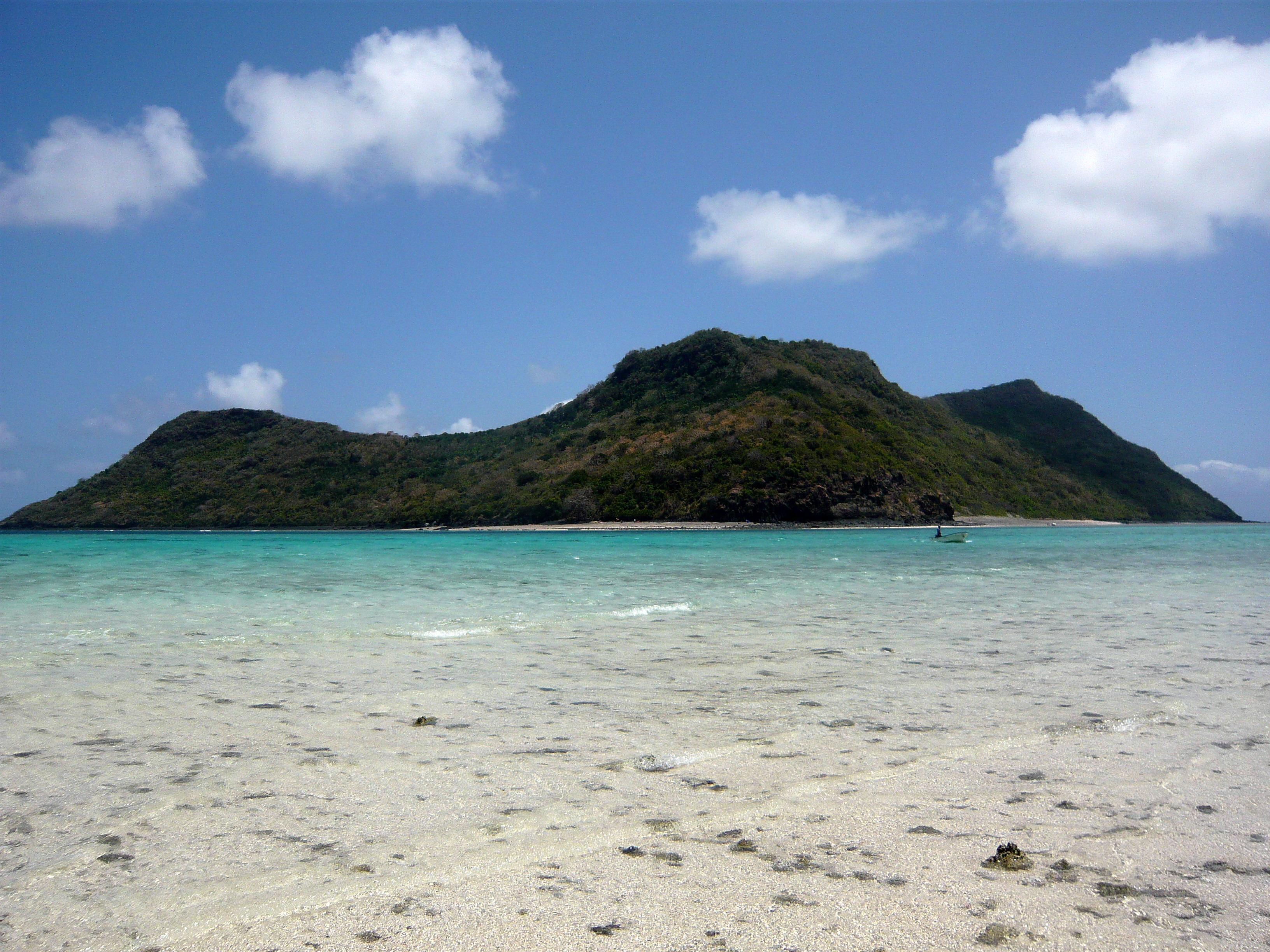
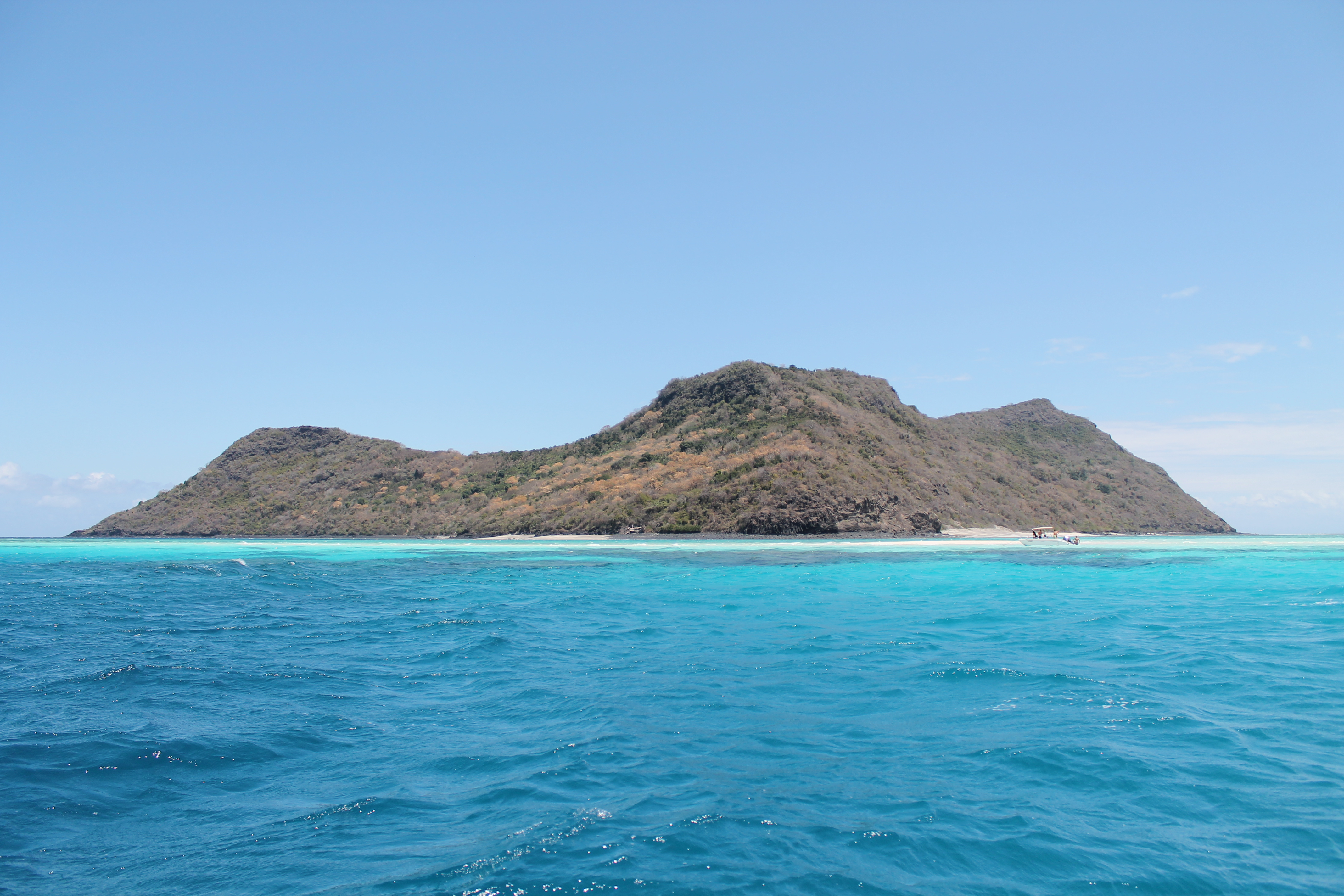
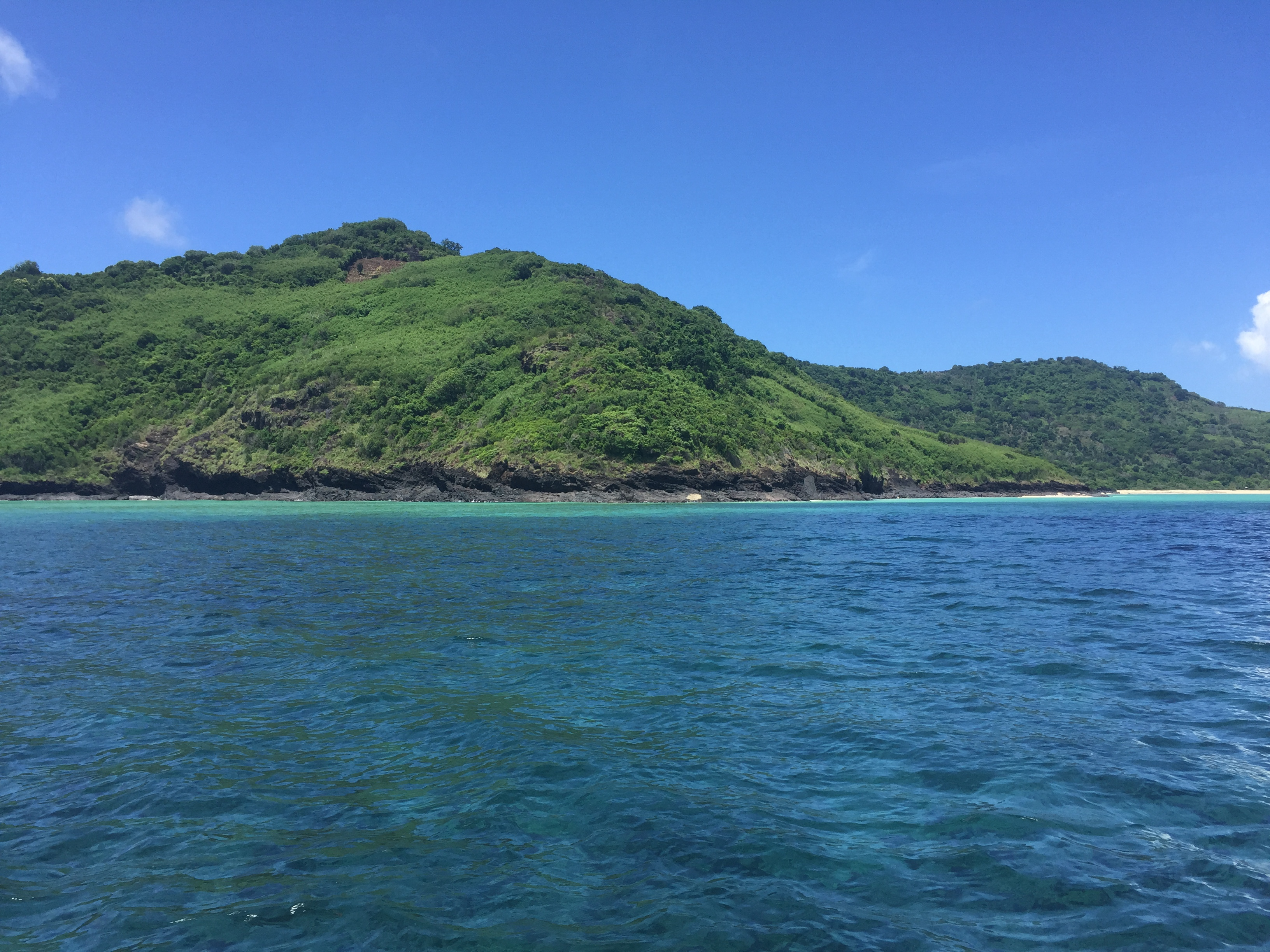
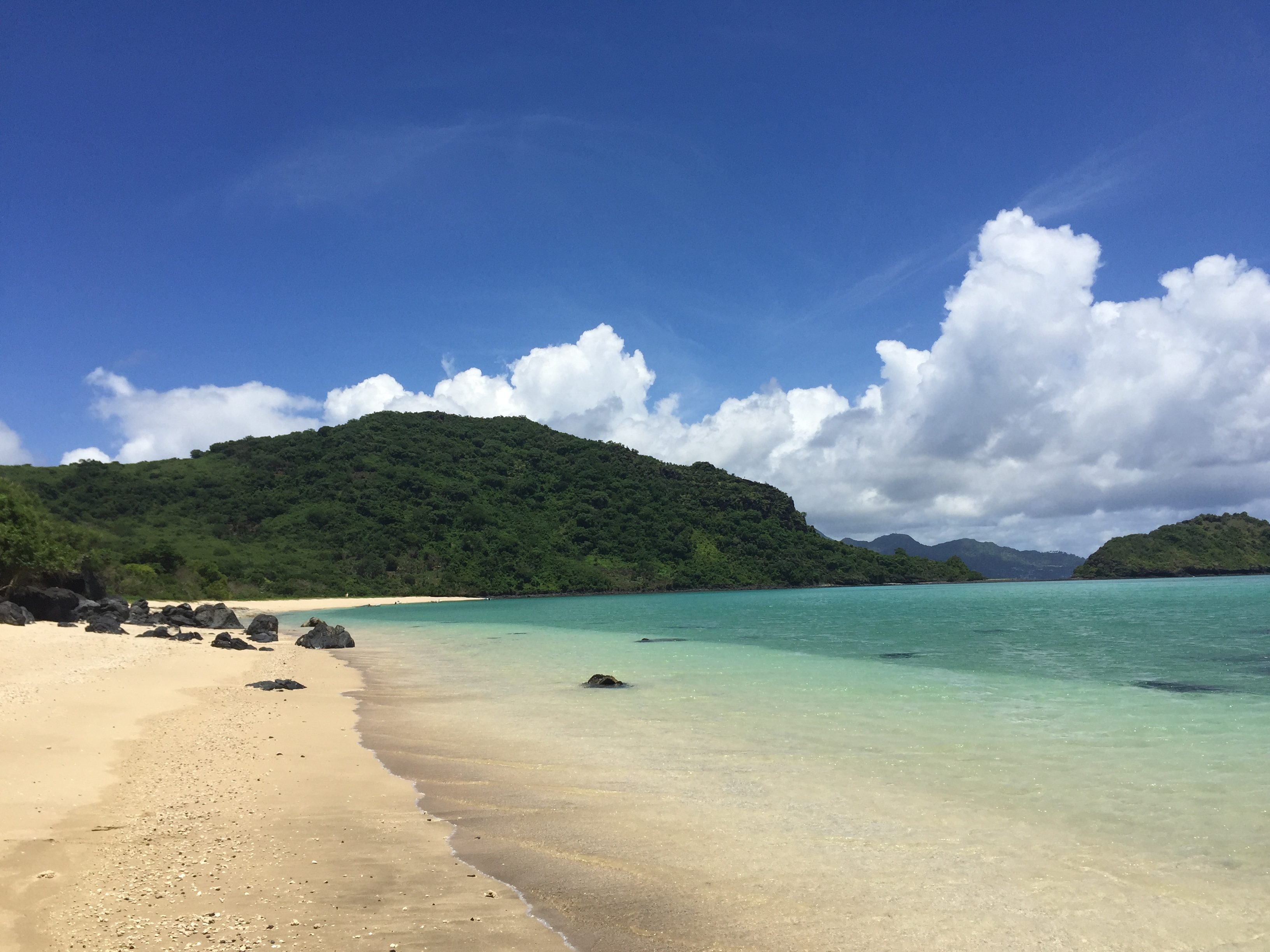